# Culex conservator
Culex conservator é um espécie de mosquito do género Culex, pertencente à família Culicidae.